# Mustasaari (ö i Finland, Norra Karelen, Joensuu, lat 63,22, long 29,51)
Mustasaari är en ö i Finland. Den ligger i sjön Pielisjärvi och i kommunen Juga i den ekonomiska regionen  Joensuu ekonomiska region  och landskapet Norra Karelen, i den centrala delen av landet, 400 km nordost om huvudstaden Helsingfors. Öns area är 1,27 kvadratkilometer och dess största längd är 2,1 kilometer i nord-sydlig riktning.